# William Kerslake
William Roy „Bill” Kerslake (ur. 27 grudnia 1929 w Euclid, zm. 29 września 2015) – amerykański zapaśnik walczący w stylu wolnym. Trzykrotny olimpijczyk. Zajął piąte miejsce w Helsinkach 1952; siódme w Melbourne 1956 i ósme w Rzymie 1960. Walczył w kategorii ponad 87 kg.
Złoty medalista igrzysk panamerykańskich w 1955 roku.
Zawodnik Case Western Reserve University. Pracownik naukowy w NASA.

## Letnie Igrzyska Olimpijskie 1952
| Konkurencja       | Rundy eliminacyjne | Rundy eliminacyjne        | Rundy eliminacyjne         | Rundy eliminacyjne       | Klas. końcowa |
| Konkurencja       | Przeciwnik I       | Przeciwnik II             | Przeciwnik III             | Przeciwnik IV            | Miejsce       |
| ----------------- | ------------------ | ------------------------- | -------------------------- | ------------------------ | ------------- |
| +87 kg styl wolny | İrfan Atan (TUR) P | Auguste Baarendse (BEL) Z | Taisto Kangasniemi (FIN) Z | Bertil Antonsson (SWE) P | 5.            |

## Letnie Igrzyska Olimpijskie 1956
| Konkurencja       | Rundy eliminacyjne   | Rundy eliminacyjne   | Rundy eliminacyjne   | Klas. końcowa |
| Konkurencja       | Przeciwnik I         | Przeciwnik II        | Przeciwnik III       | Miejsce       |
| ----------------- | -------------------- | -------------------- | -------------------- | ------------- |
| +87 kg styl wolny | Hamit Kaplan (TUR) P | Ray Mitchell (AUS) Z | Ken Richmond (GBR) P | 7.            |

## Letnie Igrzyska Olimpijskie 1960
| Konkurencja       | Rundy eliminacyjne   | Rundy eliminacyjne   | Rundy eliminacyjne     | Rundy eliminacyjne   | Klas. końcowa |
| Konkurencja       | Przeciwnik I         | Przeciwnik II        | Przeciwnik III         | Przeciwnik IV        | Miejsce       |
| ----------------- | -------------------- | -------------------- | ---------------------- | -------------------- | ------------- |
| +87 kg styl wolny | János Reznák (HUN) P | Ken Richmond (GBR) Z | Lutwi Achmedow (BUL) R | Hamit Kaplan (TUR) P | 8.            |